# 대한민국-코트디부아르 관계
대한민국–코트디부아르 관계는 1961년 7월 23일에 수립된 대한민국과 코트디부아르 간의 외교 관계이다. 양국은 정치, 경제, 문화 등 다양한 분야에서 협력해 오고 있다.

## 역사
코트디부아르는 1960년 프랑스로부터 독립한 후, 이듬해인 1961년 대한민국과 외교 관계를 수립하였다. 이는 대한민국이 아프리카 국가와 맺은 최초의 외교 관계였다. 대한민국은 1966년 2월 16일, 아비장에 대사관을 개설하였으며, 코트디부아르는 1997년 6월, 서울에 대사관을 개설하였다.
2014년 10월, 알라산 우아타라 대통령이 대한민국을 공식 방문하여 당시 박근혜 대통령과 정상회담을 가졌다. 이는 코트디부아르 국가원수로서는 최초의 방한이었다.

## 외교 공관
대한민국은 아비장에 대사관을 두고 있으며, 코트디부아르 역시 서울에 대사관을 운영하고 있다.

## 경제 협력
양국은 무역 및 투자 분야에서 협력을 확대하고 있다. 2023년 기준, 대한민국의 대코트디부아르 수출액은 약 2억 1,660만 달러이며, 주요 수출 품목으로는 기타 건설 중장비, 고밀도 에틸렌, 기타 정밀 화학 원료 등이 있다. 반면, 같은 해 코트디부아르의 대한국 수출액은 약 668만 달러로, 주요 수출 품목은 동제품, 니켈광, 알루미늄, 식물성 재료 등이다.

## 개발 협력
한국국제협력단(KOICA)은 2013년부터 코트디부아르에서 다양한 개발 협력 사업을 진행해오고 있다. 2023년에는 KOICA 코트디부아르 사무소 개소 10주년을 맞아 그간의 성과를 공유하고 지속 가능한 발전을 위한 비전을 제시하는 행사를 개최하였다.

## 문화 및 인적 교류
양국은 문화, 교육, 체육 등 다양한 분야에서 교류를 이어오고 있다. 대한민국은 코트디부아르에 태권도 사범을 파견하고 있으며, 코트디부아르 선수단은 1988년 서울 올림픽에 참가하였다.

## 교민
2023년 기준, 코트디부아르에 거주하는 대한민국 교민 수는 171명이다.

## 같이 보기
- 대한민국의 대외 관계
- 코트디부아르의 대외 관계